# Линия 6 (Метрополитен Мехико)
Линия 6 — шестая линия метрополитена Мехико (Мексика).
Проходит через 11 станций; общая протяженность 13 947 м, в основном под землей. 11 434 м используются для обслуживания пассажиров, остальная часть — для служебных целей. Расположена в северной части города и проходит с востока на запад.
Имеет переходы на линию 7 на станции El Rosario, на линию 5 на станции Instituto del Petróleo, на линию 3 на станции Deportivo/18 de Marzo и на линию 4 на станции Martín Carrera. Отличительный цвет линии — красный.